# Église Saint-Barthélemy de Benicarló
L’église Saint-Barthélemy (catalan : església de Sant Bartomeu ; espagnol : iglesia de San Bartolomé), de style baroque, est un lieu de culte catholique situé au centre de la commune de Benicarló, et est le siège d'une paroisse du diocèse de Tortosa.

## Histoire
L'édifice actuel a été précédé au même endroit par un autre dont on ne sait que peu de choses. En 1392, le Conseil Municipal a accordé l'autorisation d'agrandir le clocher. En 1473, le peintre valencien Pere Cabanes signe un contrat pour réaliser un retable pour l'église. Entre 1619 et 1633 ont été faits des travaux d'agrandissement.
L'édifice que l'on voit aujourd'hui, a été commencé le 25 mai 1724 et a été terminé le 9 octobre 1743, alors que le retable du grand autel a été achevé en 1818. Le nom de l'architecte reste inconnu; les maîtres d'œuvre étaient Gaspar Castaruelles et Vicent Carbó.
Durant la Première Guerre carliste, le bâtiment a été transformé en le principal bastion de la cité; le toit et le murs latéraux ont subi des dommages qui ont été réparés à l'initiative de la municipalité. Pendant la Guerre d'Espagne, le mobilier intérieur a été totalement détruit par le feu.

## Architecture

### Structure
Le plan est rectangulaire avec une large nef, une croisée et un chevet plat; on trouve quatre chapelles sur chaque côté avec une coupole et un lanternon entre les contreforts; ces derniers sont ouverts et forment une allée qui ressemble à une nef latérale. Le système de couverture est fait d'une voûte en plein cintre avec des lunettes, sur la nef et les bras du transept, et d'une voûte en cul-de-four dans le chœur. La croisée est couronnée par une coupole sur pendentifs sans tambour ni lanternon. 

### Façades

#### Portail principal
Sur la façade principale, un grand fronton surmonté par une corniche mixtiligne couronnée par cinq pinacles ou flammes, surmonte un portail à deux corps. Le corps inférieur, avec quatre colonnes torses reposant sur des piédestaux curvilignes et surmontées de chapiteaux corinthiens; entre les colonnes, on trouve des vases d'un style inhabituel. Le corps supérieur comprend quatre piédestaux alignés avec les colonnes inférieures, les extérieurs supportaient avant des statues aujourd'hui disparues, alors que les intérieurs supportent deux colonnes torses avec des chapiteaux corinthiens; à l'intérieur, une niche avec une statue du saint titulaire encadrée par des pilastres. Chaque corps est surmontée d'une corniche mixtiligne. Au-dessus, une fenêtre allongée et un œil-de-bœuf éclairent la nef.

#### Portail latéral

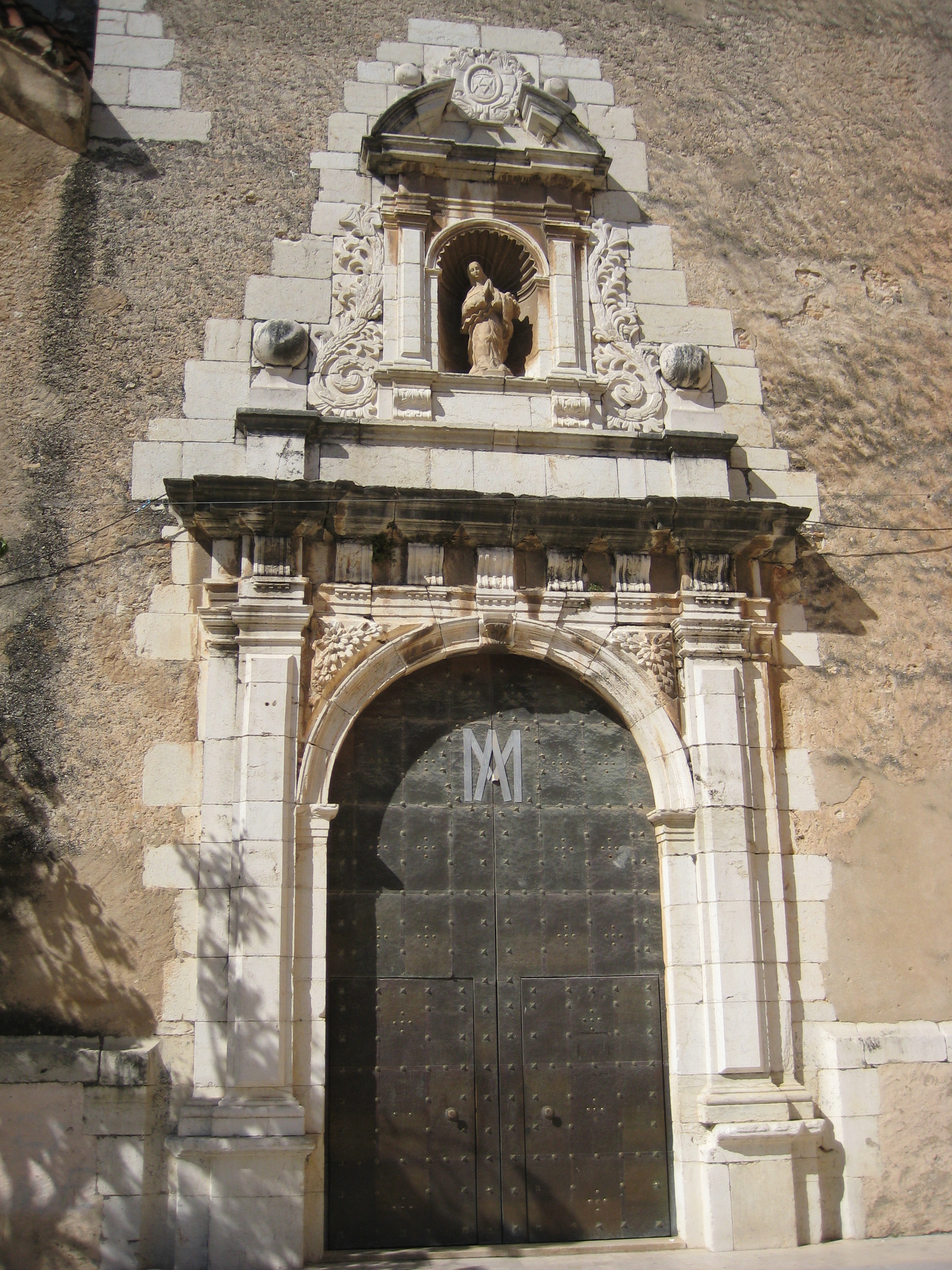
Portail latéral

Sur la façade latérale qui donne sur la croisée, du côté de l'épître, un portail avec un arc à plein cintre flanqué par deux pilastres adossés et un entablement classique, et dans la partie supérieure une niche avec une statue de la Immaculée Conception surmontée par un arc segmenté. Ce portail pourrait avoir appartenu à l'édifice précédent.

### Clocher
Tour isolée, de plan octogonal, avec trois cordons qui séparent les quatre étages. Les trois premiers étages massifs à l'exception des lucarnes qui donnent de  la lumière à l’escalier en colimaçon et la petite porte d’entrée. L'étage supérieur, celui des cloches, avec des arcades allongées en plein cintre.

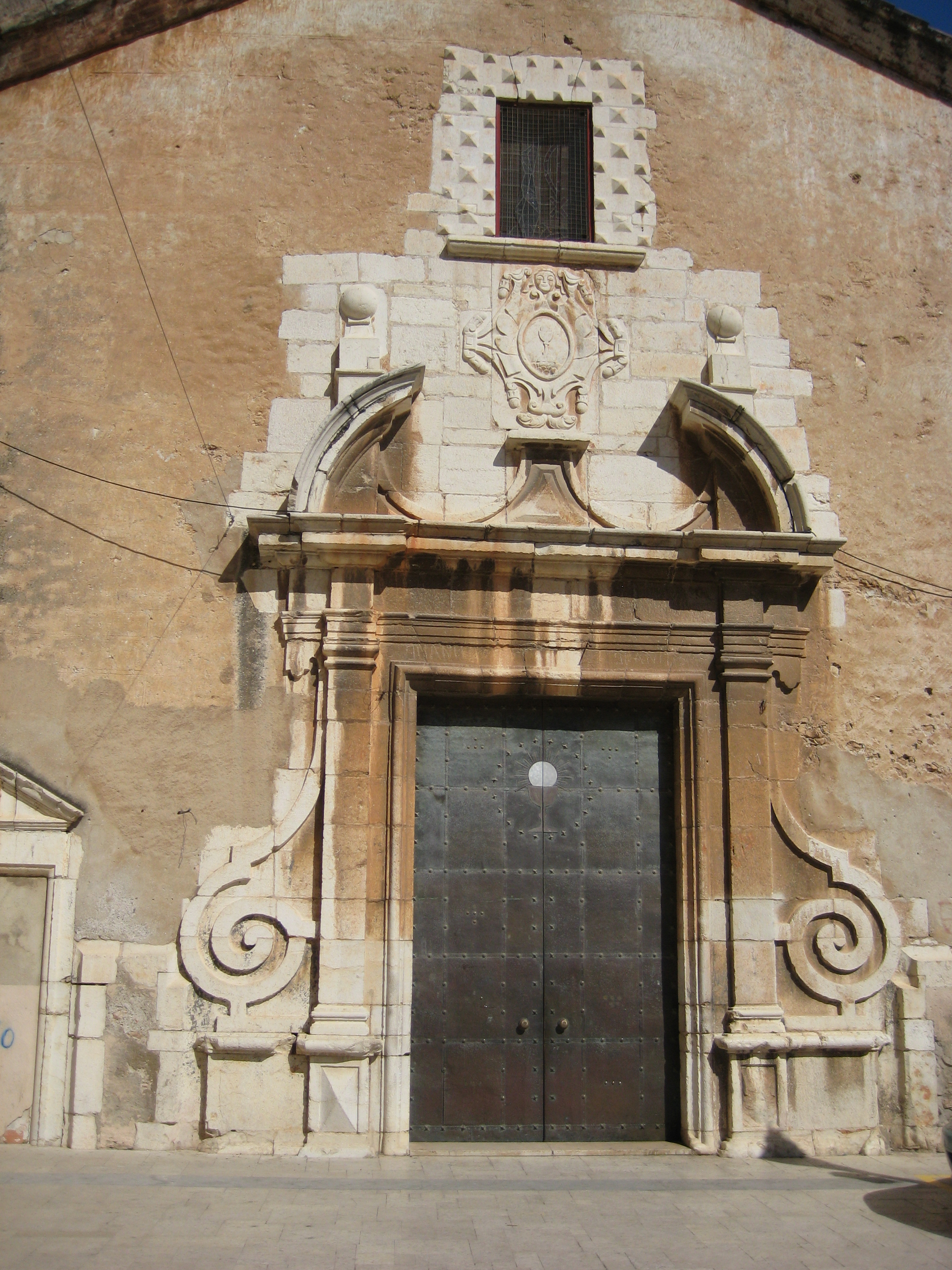
Portail de la chapelle de la Communion

### Chapelle de la Communion
La chapelle de la Communion, construite plus tard, dans la seconde moitié du XVIIIe siècle, forme un corps indépendant, adossé latéralement au chevet, du côté de l'épître ; on y accède par l'intérieur, à partir du chœur, ou par l'extérieur, par un portail baroque, surmonté par un fronton. Elle est couverte par une coupole sans lanterne.